# Alexandra Stadium
L'Alexandra Stadium, noto anche come Gresty Road, è un impianto sportivo situato a Crewe, nel Cheshire, Inghilterra, casa del Crewe Alexandra Football Club. Dal 2021 è ufficialmente denominato Mornflake Stadium per ragioni di sponsorizzazione e ha una capienza complessiva di 10 153 posti a sedere distribuiti su quattro tribune.

## Storia
L’Alexandra Stadium nasce nel 1877 sull’area dell’allora Alexandra Recreation Ground, allestito per eventi sportivi quali calcio, atletica e cricket, dando origine al primo impianto del club.

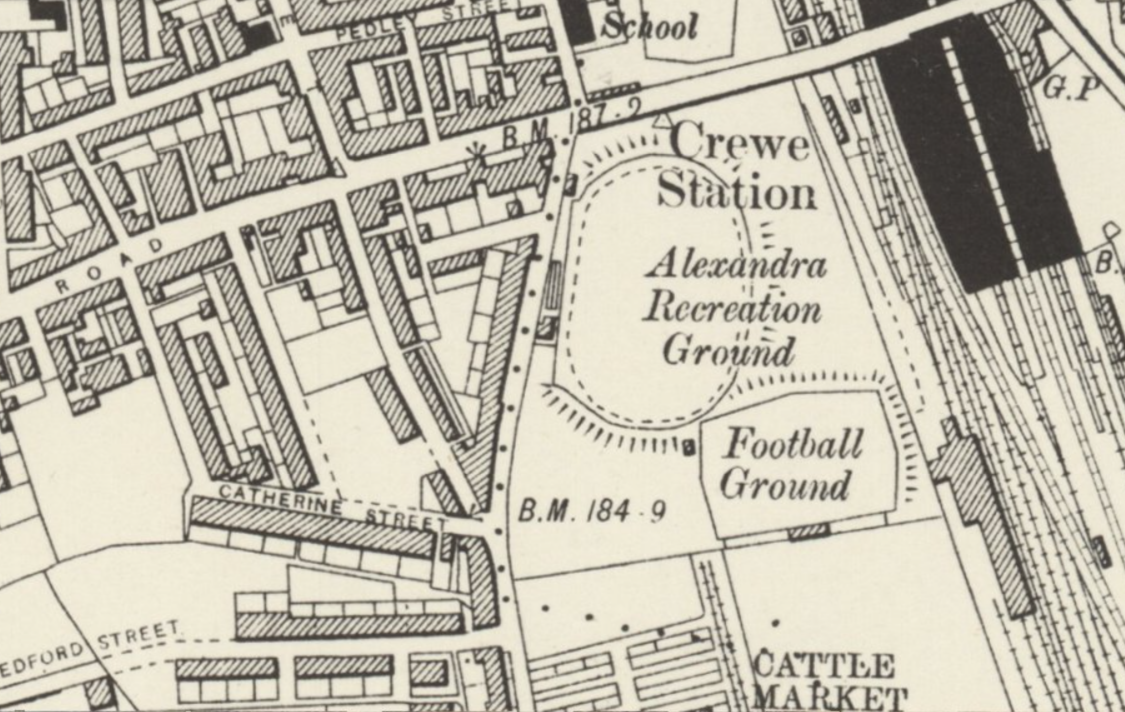
L'Alexandra Recreation Ground rappresentato in una mappa topografica del 1888.

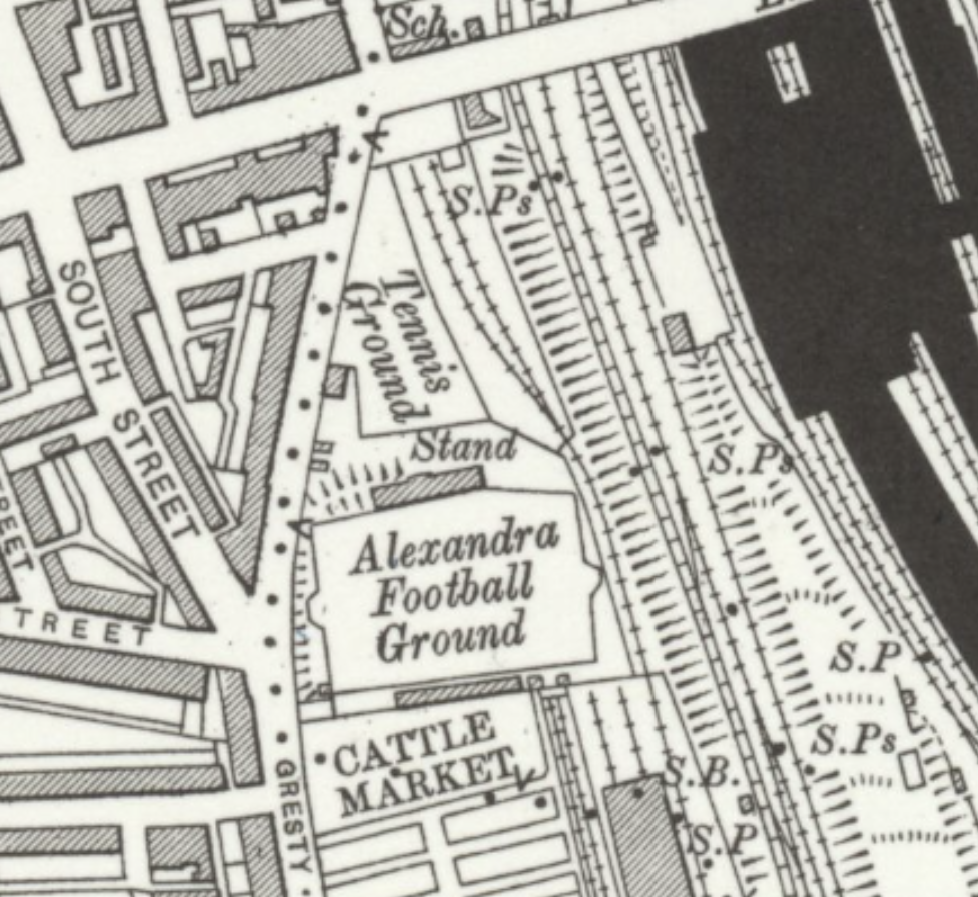
Il "Secondo Alexandra Stadium" rappresentato su una mappa topografica del 1911.

Nel 1906, a causa dell’ampliamento degli scambi ferroviari, fu edificato l'attuale Alexandra Stadium a breve distanza dall’ubicazione originaria: la nuova struttura prevedeva due tribune longitudinali, una delle quali proveniente dalla vecchia sede, e terrazzamenti scoperti ai lati corti, con una capienza complessiva di circa 20 000 spettatori.
Per gran parte del secolo l'impianto non subì rilevanti modifiche strutturali fino al1993, anno in cui fu sottoposto a un programma di ammodernamento in chiave all‑seater: venne introdotto un Family Stand al Railway End, poi inaugurato nel 1993, il Gresty Road End divenne settore interamente a sedere nel 1995, la Pop Side fu completata tra il 1996 e il 1997, mentre nel 2000 fu inaugurata la nuova tribuna principale da 6 809 posti, realizzata con un investimento di 5,2 milioni di sterline.
Il 10 giugno 2021 l’impianto è stato rinominato Mornflake Stadium in virtù di un accordo di sponsorizzazione con l’azienda omonima, valido fino al termine della stagione 2023‑24; nel febbraio 2023 il club ha poi ottenuto l’approvazione per l’installazione di 3 000 pannelli solari nel parcheggio sud, con l’obiettivo di alimentare parte dei consumi dello stadio e generare nuove entrate.

## Struttura

### Descrizione dell'impianto
L'Alexandra Stadium è un impianto all‑seater a pianta rettangolare, con coperture in lamiera zincata sorrette da capriate metalliche su tre lati e un manto erboso naturale dotato di sistema di drenaggio a strati e riscaldamento radiante sottoterra.

### Settori[6]

#### Boughey Stand
La Boughey Stand, tribuna principale sul lato occidentale, si sviluppa su due livelli in cemento armato. Al piano terreno sono alloggiati spogliatoi, uffici societari, aree hospitality, negozio ufficiale del club, boardroom e sala stampa, mentre il piano superiore ospita sky‑box, biglietteria centrale e un lounge per eventi; complessivamente la tribuna offre 6 761 posti coperti, di cui 65 riservati a spettatori con disabilità, con accesso facilitato tramite ascensore.

#### Pop Side
Di fronte si trova la Pop Side (Whitby Morrison Ice Cream Van Stand), completata tra il 1996 e il 1999. Questa tribuna, che conta 1 694 posti con copertura parziale, è dotata in sommità di una control room per il sistema di videosorveglianza e diffusione sonora, mentre il pannellamento traforato favorisce la ventilazione naturale del settore.

#### Andrew Connolly Financial Planning Stand
Il settore Andrew Connolly Financial Planning Stand (ex Railway End) è stato rinnovato nel 1992: concepito come area family‑friendly, offre 650 posti a sedere (inclusi 14 per carrozzine) e comprende al piano superiore una suite ristorante/sala convegni, oltre a postazioni per spettatori ipovedenti con commento audio tramite l’Hospital Broadcast Unit; in alcuni incontri di elevato profilo può accogliere tifosi ospiti.

#### Gresty Road End
Il Gresty Road End (KPI Recruiting Stand), ristrutturato nel 1995, è una tribuna monolivello prefabbricata in acciaio, interamente coperta e dotata di 996 posti (compresi 7 riservati a spettatori disabili). Tradizionalmente destinato agli ospiti, questo settore è comunque accessibile ai sostenitori di casa nelle partite meno affollate.

## Dati Statistici

#### Massima affluenza
Il record di affluenza registrato all’Alexandra Stadium è stato di 20 000 spettatori durante il quarto turno di FA Cup contro il Tottenham Hotspur il 30 gennaio 1960. Il record di presenze in una partita di Football League si è invece attestato a 17 883 spettatori per l’incontro di Third Division North disputato contro il Port Vale il 21 settembre 1953.
L’affluenza più alta con tutti i posti a sedere installati è stata di 10 103 spettatori per la sfida di First Division contro il Manchester City il 12 marzo 2002.

#### Minima affluenza
L’affluenza più bassa mai registrata in una partita di Football League è stata di appena 1 009 spettatori per il match di Fourth Division contro il Peterborough United il 4 febbraio 1986.

#### Incontri internazionali
Il 31 maggio 2015 l'Alexandra Stadium ha ospitato un'incontro disputatosi tra le nazionali maschili di Irlanda del Nord e Qatar, poi terminato con il risultato finale di 1-1. 
| Arbitro: | Michael Oliver |

|            |           |             |
| Dallas 46’ | Marcatori | Boudiaf 70’ |